# Figlie di Maria Santissima dell'Orto
Le Figlie di Maria Santissima dell'Orto (in latino Congregatio Filiarum Mariae Sanctissimae ab Horto) sono un istituto religioso femminile di diritto pontificio: le suore di questa congregazione, dette popolarmente Gianelline, pospongono al loro nome la sigla F.M.H.

## Storia

Antonio Maria Gianelli, fondatore della congregazione

La congregazione venne fondata a Chiavari dal sacerdote italiano Antonio Maria Gianelli (1789-1846). Arciprete della locale collegiata di San Giovanni Battista, venne chiamato a far parte della deputazione che reggeva l'"Ospizio di carità e lavoro", un'opera fondata dal patrizio Stefano Rivarola per la cura e la formazione delle orfane: per il servizio dell'opera, nel 1827 Gianelli organizzò la compagnia delle "signore della carità", da cui ebbe origine l'istituto; il 12 gennaio 1829 tredici "signore" iniziarono a condurre vita comune e a praticare il culto eucaristico, dando inizio alla congregazione. La principale collaboratrice di Gianelli fu la vedova Caterina Podestà, prima superiora generale, che resse l'istituto per oltre quarant'anni.
La congregazione, detta inizialmente delle Figlie di Maria, presto aggiunse alla denominazione il titolo "dell'Orto", in omaggio ad un'immagine della Madonna venerata nel principale santuario della città ligure.
L'istituto ottenne il pontificio decreto di lode il 1º febbraio 1862 e venne approvato definitivamente dalla Santa Sede il 10 marzo 1868 (le sue costituzioni nel 1882).
Il fondatore, beatificato nel 1925, fu proclamato santo il 21 ottobre 1951 da papa Pio XII.

## Attività
Le Figlie di Maria Santissima dell'Orto si dedicano principalmente all'attività missionaria e gestiscono varie attività di promozione umana e sociale.
In particolare, si occupano dell'assistenza all'infanzia, agli anziani e ai malati cronici; si dedicano all'istruzione ed all'educazione cristiana della gioventù in scuole di ogni ordine e grado; collaborano con le strutture ospedaliere e sostengono il ministero parrocchiale e la pastorale diocesana.

## Diffusione
Da Chiavari le Suore Gianelline si diffusero presto in Liguria, ma anche poi a Bobbio chiamate dal Gianelli nel 1841 e a Piacenza a Roma e in Italia, successivamente si diffusero nel mondo, nell'America Latina furono le prime missionarie (sono presenti in Uruguay dal 1856 ed in Argentina dal 1858): dopo aver ottenuto l'approvazione pontificia, assunsero anche la custodia del santuario dell'Hortus Conclusus, ad Ortas, in Palestina (1901) e la direzione dell'orfanotrofio annesso.
Nel 1908 penetrarono nel Brasile; nel 1915 nel Cile; nel 1945 nel Paraguay; nel 1949 in Spagna; nel 1962 negli Stati Uniti d'America; nel 1979 in India; nel 1989 nella Repubblica Democratica del Congo e nel 2001 in Bolivia e Giordania.
La sede generalizia è a Roma; al 31 dicembre 2005, la congregazione contava 781 religiose in 125 case.